# EPFL Pavilions
EPFL Pavilions (anciennement Artlab) est un bâtiment situé sur le campus de l'École Polytechnique Fédérale de Lausanne (EPFL), destiné à la promotion du dialogue entre l’art, les sciences et les nouvelles technologies et ouvert au public. Inauguré en 2016, il a été conçu par l'architecte Kengo Kuma. 
Le bâtiment abrite trois pavillons : le DataSquare, le Art and Science et le Montreux Jazz Café. 

## Bâtiment
En 2012, l'EPFL organise un concours pour trois pavillons situés sur la place Cosandey, face au Rolex Learning Center. Le but est de répondre à l'évolution de la vie du campus, d'abriter les archives du Montreux Jazz Festival et d'offrir des espaces publics.     
Le bâtiment d'EPFL Pavilions, inauguré en 2016, est un projet architectural de l'artiste japonais Kengo Kuma, lauréat du concours lancé en 2012. Au total, 40 entreprises participent à sa construction, qui s'étend sur deux ans,. Il recouvre trois espaces distincts sous un seul toit.                
EPFL Pavilions est dirigé par la professeure Sarah Kenderdine et supervisé par un comité scientifique.                                 
EPFL Pavilions est un espace d'exposition destiné au dialogue entre art et science en lien avec les enjeux de la société,. Ils sont reconnus comme faisant partie des musées de Suisse.                                 

### Pavillon A
Le premier espace, le Pavillon A, est situé dans la partie nord du bâtiment. Nommé DataSquare, il héberge des expositions temporaires et de longues durées notamment sur le sujet de Big Data. Il présente deux projets scientifiques de l'EPFL : le Human Brain Project et Venice Time Machine.     
Le Pavillon A accueille également des conférences et des performances artistiques organisés par EPFL Pavilions et le Collège des Humanités de l’EPFL.    

### Pavillon B
Le deuxième espace, le Pavillon B, et un espace d’expérimentation muséale. Il accueille des expositions temporaires dont le but est de mettre en valeur un patrimoine scientifique, artistique, historique et culturel grâce à de nouvelles technologies, ainsi que de mettre en valeur des travaux de recherche.     
Cet espace a été développé en partenariat avec la Fondation Gandur pour l’Art. Il souhaite explorer les liens entre culture et technologie numérique.   

#### Expositions temporaires
- Du 7 novembre 2016 au 23 avril 2017 : Noir c'est noir ? Les Outre noirs de Pierre Soulages[10]
- Du 3 novembre 2018 au 10 mars 2019 : Thinking Machines - Ramon Llull and the Ars Combinatoria[11]

### Montreux Jazz Café
Le troisième espace abrite le Montreux Jazz Café. Situé dans la partie sud du bâtiment, ce café-restaurant met en valeur une partie archives audio-visuelles du Montreux Jazz Festival.         
Cet espace permet notamment une immersion totale dans environ 5 000 concerts du festival grâce à des dispositifs d’écoute, de navigation et de visualisation[source secondaire nécessaire]. Numérisés et conservés dans le cadre du Montreux Jazz Digital Project, ces archives sont le fruit de collaboration entre plusieurs laboratoires de l'EPFL dirigée par le Metamedia Center[source secondaire nécessaire].

## Photothèque

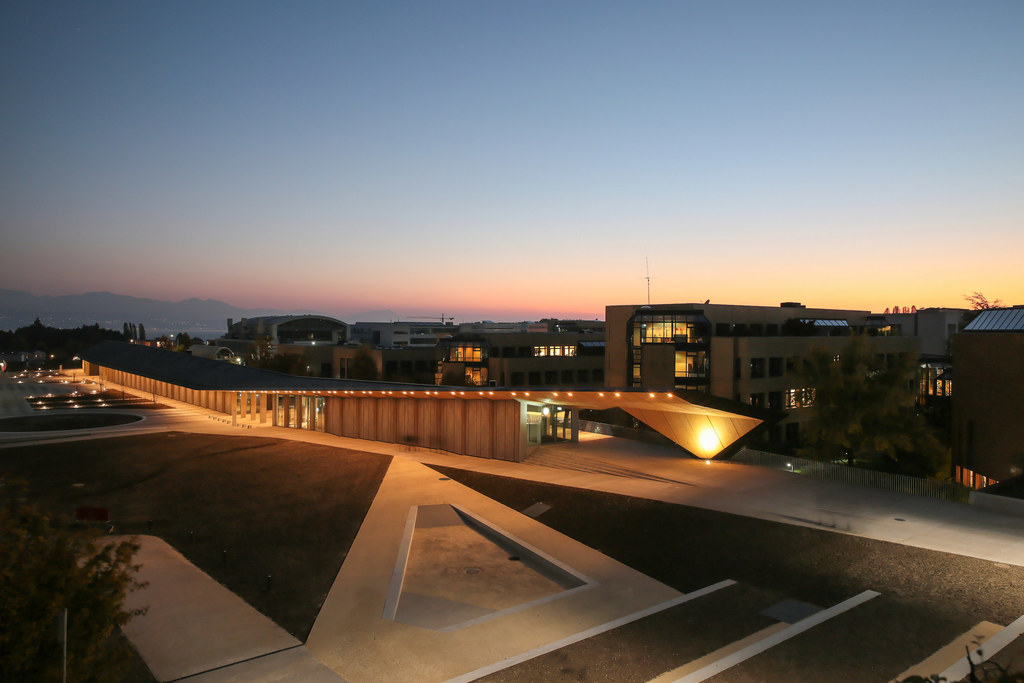
Vue extérieur de l'EPFL Pavilion
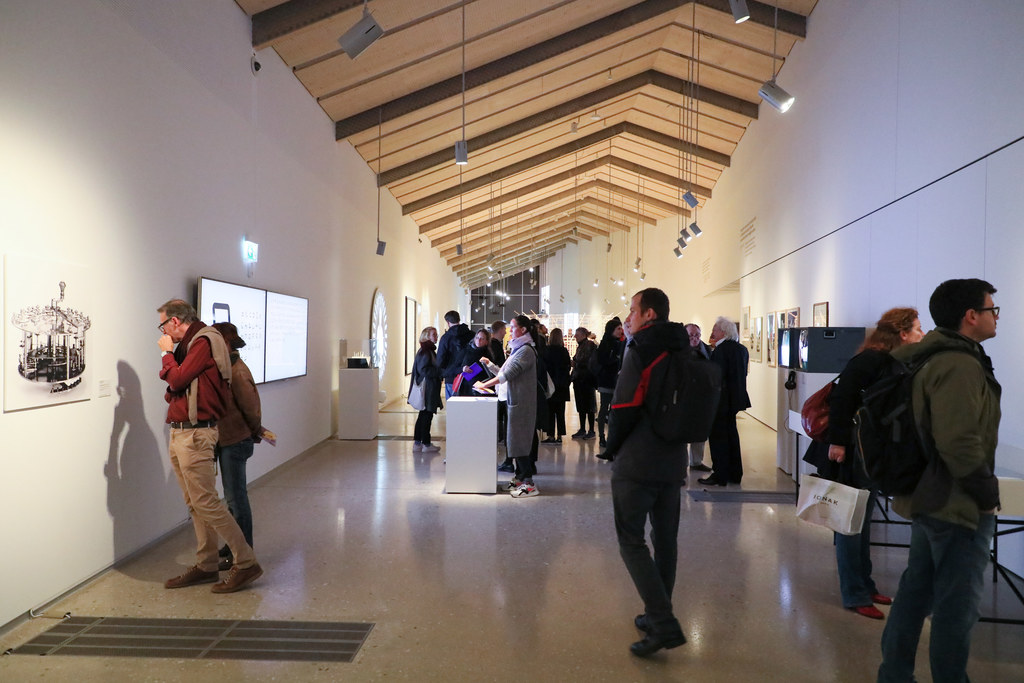
Exposition
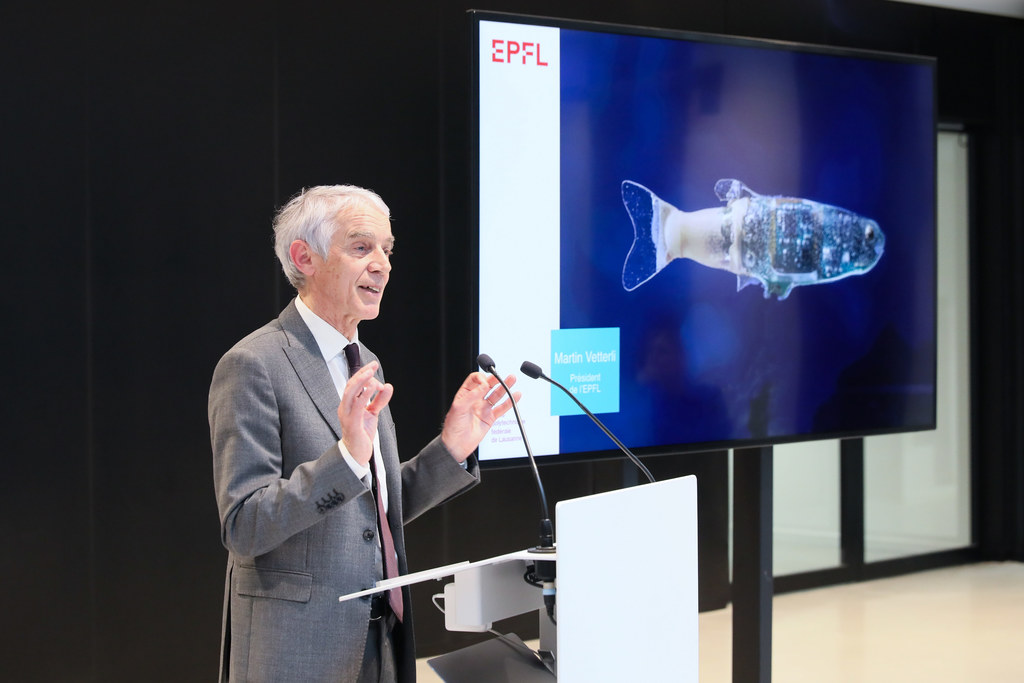
Le président de l'EPFL, Martin Vetterli, à l'exposition Infinity Room
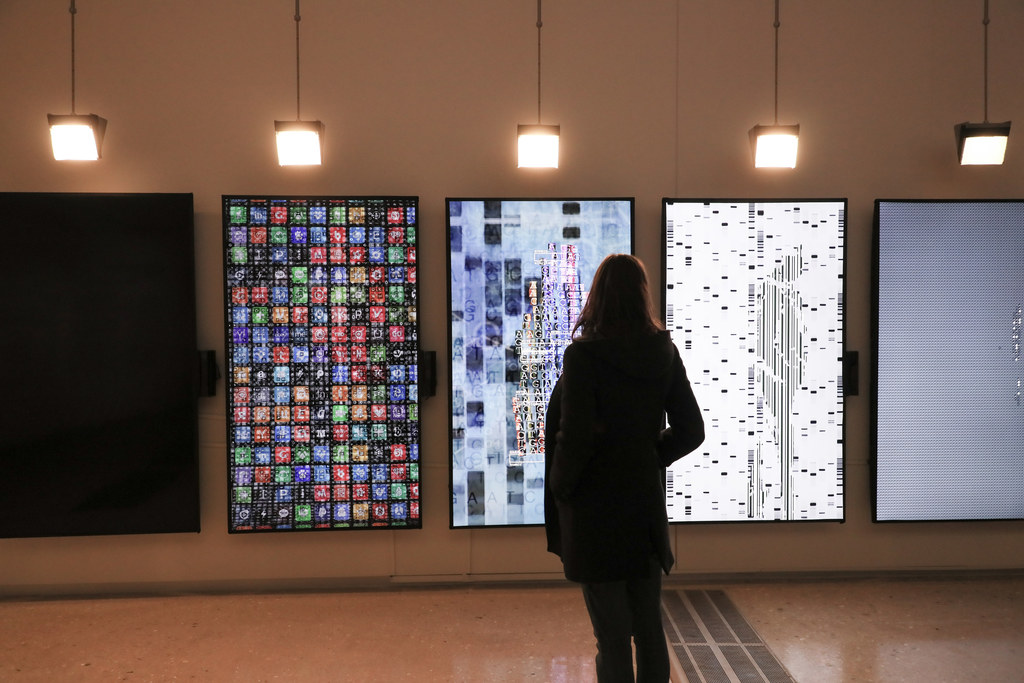
Exposition
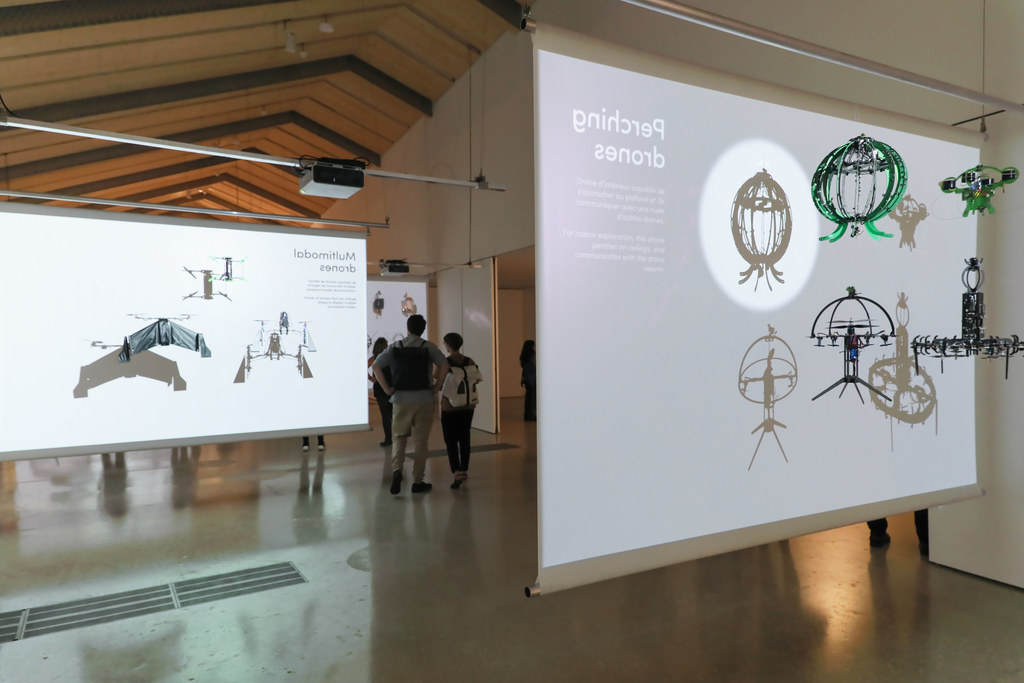
Exposition Infinity Room
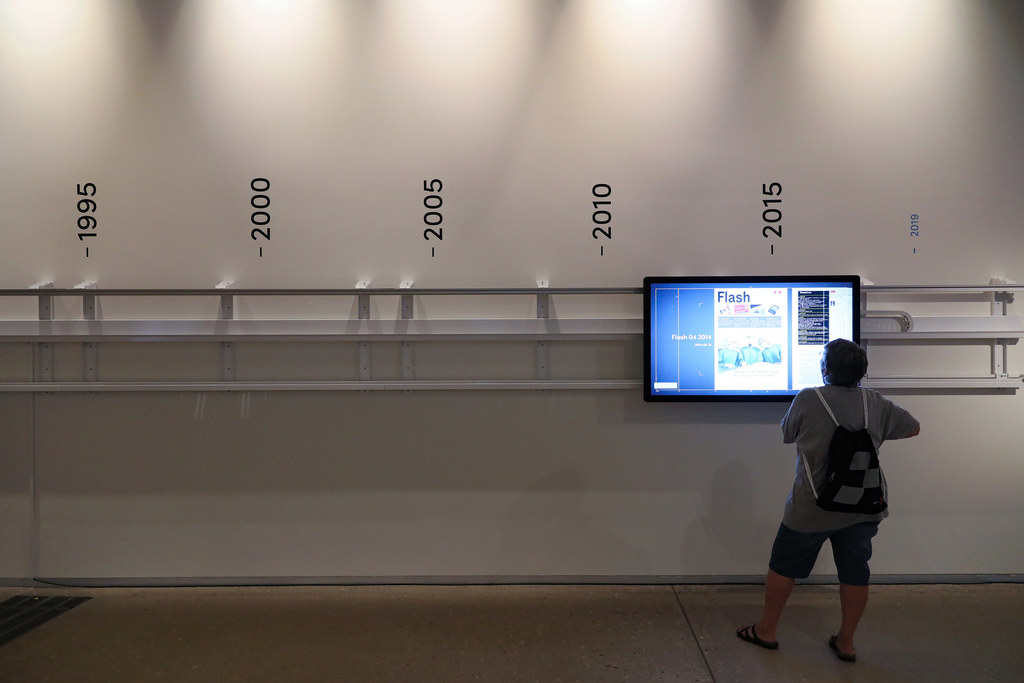
Exposition Infinity Room
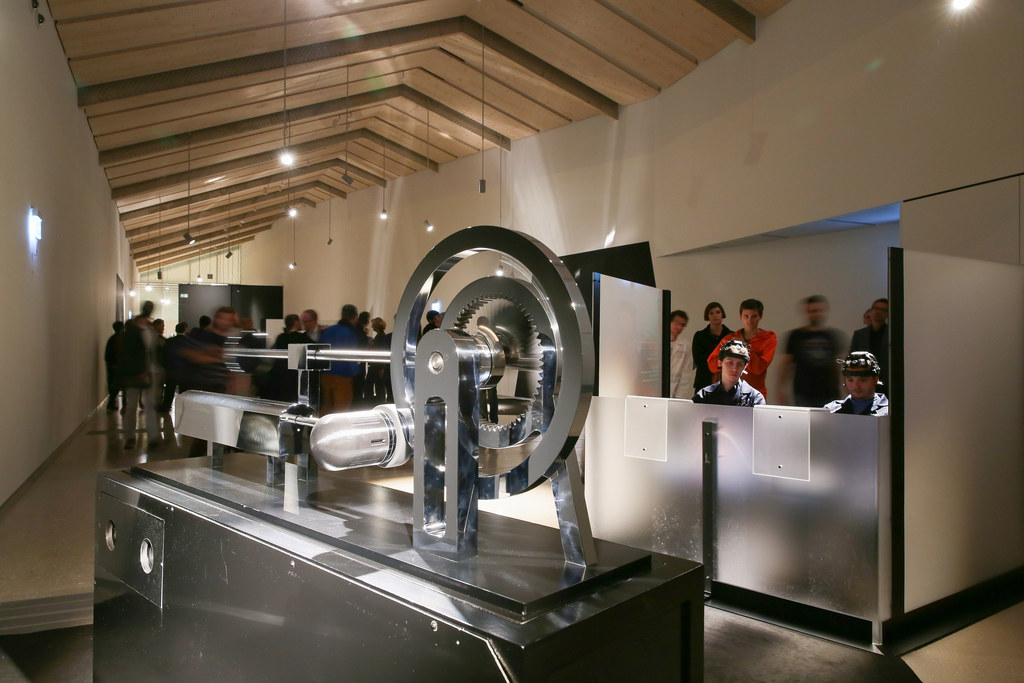
Exposition Mental work
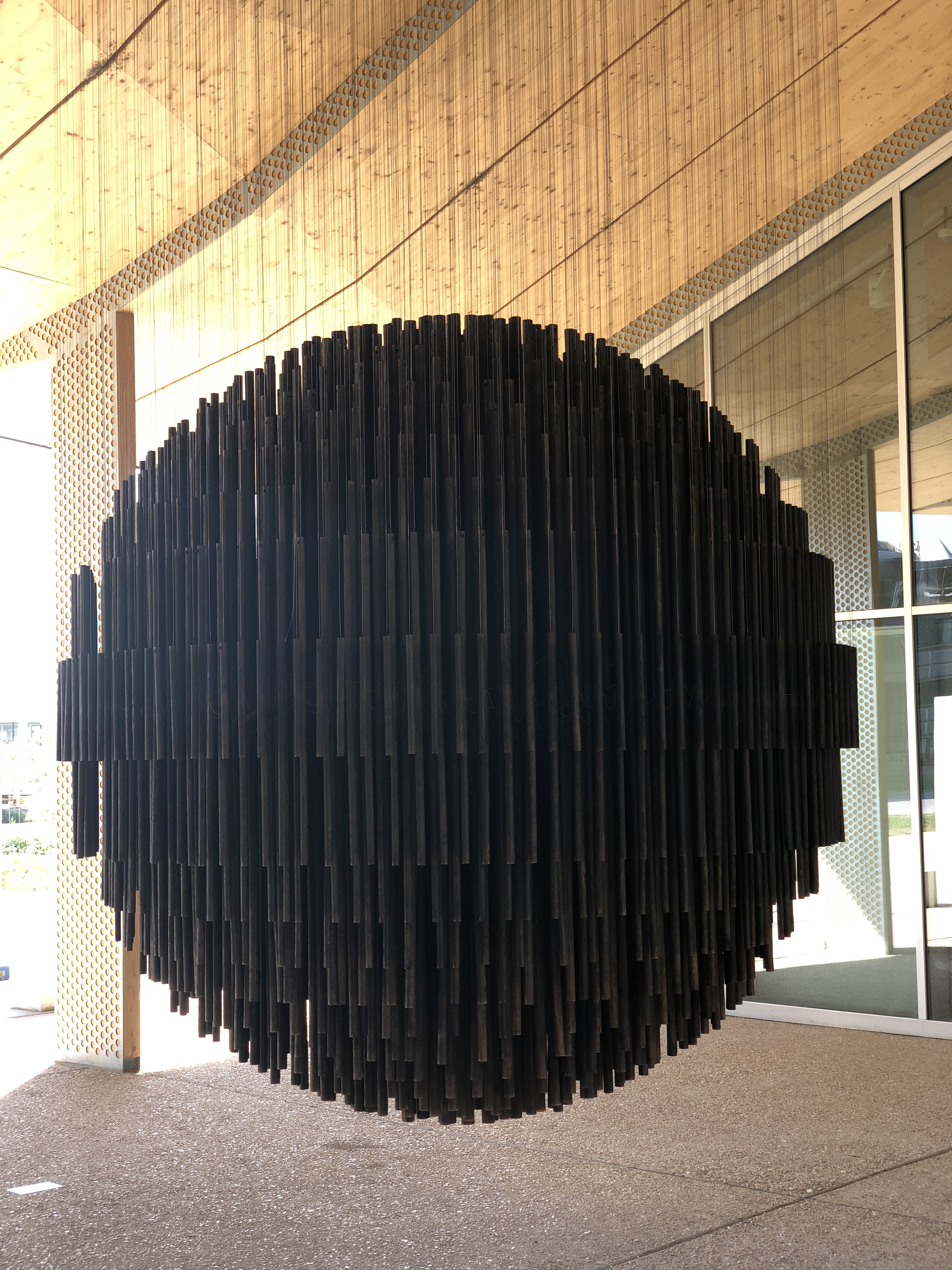
La boule de l'EPFL Pavilions de Kengo Kuma